# Phyllanthus geayi
Phyllanthus geayi là một loài thực vật có hoa trong họ Diệp hạ châu. Loài này được Leandri ex Humbert miêu tả khoa học đầu tiên năm 1938.